# گوژپشت نتردام (فیلم ۱۹۳۹)
گوژپشت نتردام (انگلیسی: The Hunchback of Notre Dame) فیلمی در ژانر درام به کارگردانی ویلیام دیترله است که در سال ۱۹۳۹ منتشر شد.

## بازیگران
- چارلز لوتن
- مورین اوهارا
- سدریک هاردویک
- توماس میچل
- ادموند اوبرایان
- هری دونپورت
- جورج توبیاس
- رود لا رک
- کاترین آدامز
- لایونل بلمور
- لورا هوپ کروس
- المو لینکلن
- گیل پاتریک
- مینا گامبل
- کورت بویس
- چارلز هالتون
- کاترین الکساندر
- کاترین آدامز داتی
- تئودور لورچ
- راس پاول
- باد فاین